# Gheorghe Galbură
Gheorghe Galbură (n. 27 mai 1916, Orhei, Basarabia, Imperiul Rus – d. 2007) a fost un matematician român, profesor universitar, care s-a remarcat prin contribuții în domeniul algebrei și al topologiei.
A fost autor a numeroase manuale de matematică, atât de liceu, cât și universitare.

## Biografie
S-a născut într-o familie de țărani. A urmat studii la Școala Normală din Bacău, apoi la Facultatea de Matematică a Universității din București (1935).
În 1939 este licențiat în matematică.
În anul următor, pleacă la Roma, ca în 1942 să obțină doctoratul.
În 1943 se întoarce în țară, iar în perioada 1948 - 1950 este conferențiar la Catedra de Algebră și Geometrie Algebrică în cadrul Universității din București.
Între timp, a predat complemente de aritmetică, geometrie și analiză matematică, teoria grupurilor, a structurilor și geometrie descriptivă.
A fost prodecan la Facultatea de Matematică și Fizică, apoi șef de sector (geometria algebrică) la Institutul de Matematică al Academiei.

## Activitate științifică
A studiat ecuația funcțională a lui Francesco Severi și a stabilit o condiție necesară și suficientă ca aceasta să aibă o soluție derivabilă până la ordinul al doilea.
În teza sa de doctorat, din domeniul geometriei algebrice, se ocupă de o relație între sistemele canonice ale lui Severi, dă o demonstrație teoremei lui Alexander și generalizează o formulă a lui Hermann Schubert⁠(en)[traduceți].
A stabilit că varietățile canonice ale unei varietăți algebrice lipsite de singularități sunt cicluri Shiing-Shen Chern ale varietății.
A efectuat cercetări în domeniul grupurilor topologice.
S-a ocupat de inelele noetheriene⁠(en)[traduceți].

## Distincții
- Ordinul Muncii clasa a III-a (13 octombrie 1964) „cu prilejul aniversarii a 100 de ani de la înființarea Universității din București, pentru activitate îndelungată, contribuție în dezvoltarea științei și merite deosebite în dezvoltarea învățămîntului superior”[3]

## Scrieri
- 1941: Sopra una certa equazione funzionale;
- 1942: Sul gruppo caratteristico di una corrispondenza fra varietà algebriche ("Asupra grupului caracteristic al unei corespondențe între varietățile algebrice"), teza de doctorat;
- 1948: Algebra modernă;
- 1961: Corpuri de funcții algebrice și varietăți algebrice, Ed. Academiei, București;
- 1969: Introducere în algebră, Ed. Tehnică, București;
- 1972: Algebră, Ed. Didactică și Pedagogică, București;
- 1979: Geometrie (cu Ferenc Radó);

A avut numeroase publicații și lucrări didactice, unele în colaborare cu: Octav Onicescu, Constantin Ionescu-Țiu, Ion D. Ion, Simona Popp.